# Nathalie Dielen
Nathalie Dielen, född 18 mars 1966, är en schweizisk bågskytt. Hon deltog vid olympiska sommarspelen 2008 och olympiska sommarspelen 2012.